# 随附性

在這張圖中，較高的層級會被認為「附隨」著較低得層級。

哲學中，隨附性是指性質與集合間的依存关系。根據標準的定義，一個由性質所構成的集合A和一個由性質所構成的集合B之間具有隨附性，若且唯若對於任何兩個東西x和y來說，如果x和y都具有B所包含的所有性質（即，x和y相對於B是不可區分的），那麼x和y也會具有A所包含的所有性質（即，x和y相對於A是不可區分的）。也就是說，一組性質A隨附於一組性質B，當且僅當相對於B的不可區分蘊涵相對於A的不可區分。在這種情況下，B所包含的性質稱為基本性質；A所包含的性質稱為隨附性質。如果兩個東西所具有的隨附性質不同，它們所具有的基本性質也不會一樣。給一個簡化的例子，如果人的心理性質（如特定的情緒、信念或慾望）隨附於人的物理性質（如特定的腦部狀態），那麼當兩個人在物理上是不可區分的的時候，他們在心理上也會是不可區分的。而當兩個人在心理上不同時，他們在物理上也不會一樣。重要的是，隨附性的定義並不蘊涵與上述相反的例子會成立（即，隨附性不是對稱的）：即使心理性質隨附於物理性質，也不蘊涵兩個擁有不同的物理性質的人會擁有不同的心理性質，亦不蘊涵兩個在心理上不可區分的人在物理上也會是不可區分的。因此，即使心理性質隨附於物理性質，基於物理性質上的心理性質的多重實現依舊是可能的。
傳統上，當隨附性被應用於描述性質所構成的集合之間的關係時，並不蘊涵這兩個集合之間具有化約關係。例如，有些人主張經濟性質隨附於物理性質，也就是說，如果兩個世界在物理層次上完全相同，它們再經濟層次上也會一模一樣。然而，這並不蘊涵經濟現象可以被物理現象所化約解釋。所以，雖然隨附性允許我們主張某些高階的現象（例如經濟、心理、美感）最終被物理狀態所決定，這並不蘊涵藉由物理途徑對那些高階的現象所作的研究和解釋是可行的。

## 定義
隨附性在當代文本中有兩個主要但互不相容的定義：
1. 假設A和B都是性質所組成的集合，A隨附於B若且唯若對於任何東西x和y而言，如果x和y相對於B是不可區分的，那麼x和y相對於A也會是不可區分的。形式化之後的定義會是這樣：
  - {\displaystyle \forall x\forall y(\forall B(Bx\leftrightarrow By))\rightarrow (\forall A(Ax\leftrightarrow Ay))}
2. 假設A和B都是性質所組成的集合，A隨附於B若且唯若對於任何東西x而言，如果x擁有某個屬於A的性質，那麼x也會擁有至少一個屬於B的性質，而且對於任何東西y來說，如果y擁有那個（那些）屬於B的性質，那麼y也會擁有那個屬於A的性質。形式化之後的定義會是這樣：
  - {\displaystyle \forall x\forall A(Ax\rightarrow \exists B(Bx\land \forall y(By\rightarrow Ay)))}

例如說，如果A代表心靈性質所成的集合；B代表物理性質所成的集合，論域中包含一些人。那麼（1）說的就是如果兩個人在物理上無法區分，他們在心靈上也會完全相同。而（2）說的是，如果一個人擁有一些心靈性質，那麼他一定也會擁有一些物理性質使得所有擁有這些物理性質的人都會擁有那些心靈性質。